# Georg Böhm
Georg Böhm (Hohenkirchen, 2 de setembro de 1661 – Lüneburg, 18 de maio de 1733) foi um organista alemão e compositor do período do Barroco.

## Obras
Böhm é conhecido principalmente por suas composições para órgão e cravo (principalmente prelúdios, fugas e partitas). Muitas de suas obras foram projetadas com a flexibilidade do instrumento em mente: uma peça específica pode ser tocada no órgão, no cravo ou no clavicórdio, dependendo da situação em que o intérprete se encontrava. A música de Böhm é notável pelo uso do stylus phantasticus, um estilo de tocar baseado na improvisação.
A contribuição mais importante de Böhm para a música para teclado do norte da Alemanha é a partita coral, uma composição em grande escala que consiste em várias variações de uma melodia coral específica. Ele efetivamente inventou o gênero, escrevendo várias partitas de comprimentos variados e em diversas melodias. Compositores posteriores também adotaram o gênero, principalmente Johann Sebastian Bach. As partitas corais de Böhm apresentam figuração sofisticada em várias vozes sobre a estrutura harmônica do coral. Suas partitas geralmente têm um caráter rústico e podem ser executadas com sucesso no órgão ou no cravo.

## Obra musical

### Música per tastiera

#### Partite
- Ach wie nichtig, ach wie flüchtig
- Auf meinen lieben Gott
- Aus tiefer Not schrei ich zu dir
- Christe der du bist Tag und Licht
- Freu dich sehr, o meine Seele
- Gelobet seist du, Jesu Christ
- Herr Jesu Christ, dich zu uns wend
- Jesu du bist allzu schöne
- Vater unser im Himmelreich
- Wer nur den lieben Gott lässt walten

#### Preludi corali
- Allein Gott in der Höh sei Ehr
- Christ lag in Todesbanden (fantasia)
- Christ lag in Todesbanden
- Christum wir sollen loben schon
- Erhalt uns, Herr, bei deinem Wort (dubbia; forse de Dietrich Buxtehude)
- Gelobet seist du, Jesu Christ
- Nun bitten wir den heilgen Geist
- Vater unser im Himmelreich (due versioni)
- Vom Himmel hoch

#### Outros trabalhos
- Preludio in do maggiore
- Preludio in re maggiore
- Preludio in la minore
- Preludio in fa maggiore
- 11 suite (do minore, re maggiore, re minore, mi bemolle maggiore (dubbia), mi bemolle maggiore, fa maggiore, fa minore, fa minore, sol maggiore, la minore)
- Capriccio in re maggiore
- Ciaccona in sol maggiore (dubbia)
- Preludio, fuga e postludio in sol minore
- Minuetto in sol maggiore (nel Clavierbuchlein, II, por Anna Magdalena Bach)

### Música sacra vocal

#### Cantate
- Ach Herr, komme hinab und hilfe meinem Sohne, per 5 voci, 2 violini, 2 viole, basso e basso continuo
- Das Himmelreich ist gleich einem Könige, 5 voci, 2 violini, 2 viole, fagotto e basso continuo
- Ich freue mich, per 1 você, violino e basso continuo (perduta)
- Jauchzet Gott, alle Land, per 5 voci, 2 cornetti, 3 tromboni, 2 violini, 2 viole, fagotto, basso continuo
- Mein Freund ist mein, per 4 voci, 2 violini, 2 viole, fagotto e basso continuo
- Nun komm der Heiden Heiland, per 5 voci, 3 tromboni, 2 violini, fagotto e basso continuo
- Sanctus est Dominus Deus Sabaoth, per 4 voci, 2 violini, fagotto e basso continuo (provavelmente de Friedrich Nicolaus Bruhns)
- Satanas und sein Getümmel, per 4 voci, 2 oboi (o per 2 violini, 2 viole, fagotto e basso continuo) (provavelmente de Friedrich Nicolaus Bruhns)
- Warum toben die Heiden, per 4 voci, 2 flauti, 2 oboi, 2 trombe, timpani, 2 violini, viola e basso continuo (dubbia)
- Wie lieblich sind deine Wohnungen, per 4 voci, 2 trombe, 2 violini, 2 viole, fagotto, basso continuo

#### Mottetti
- Auf, ihr Völker, danket Gott, per 5 voci
- Jesus schwebt mir in Gedanken, per 4 voci (perduto)
- Jesu, teure Gnadensonne, per 4 voci (perduto)
- Nun danket alle Gott, per 5 voci

#### Altra musica sacra
- Passione secondo San Luca (1711, perduta)
- 23 canti sacri nei Geistreiche Lieder